# Vanni Materassi
Vanni Materassi, all'anagrafe Giovanni Materassi (Viareggio, 2 novembre 1932 – Roma, 16 settembre 2011), è stato un attore italiano.

## Biografia
In televisione è stato fra gli interpreti, nel 1968, della miniserie televisiva La donna di quadri, diretta da Leonardo Cortese, con Ubaldo Lay nel ruolo del tenente Sheridan.

## Filmografia

### Cinema
- Teseo contro il minotauro, regia di Silvio Amadio (1960)
- La vendetta della maschera di ferro, regia di Henri Decoin, Francesco De Feo e Lee Kresel (1961)
- Il Gattopardo, regia di Luchino Visconti (1963)
- Horror, regia di Alberto De Martino (1963)
- Il vendicatore mascherato, regia di Pino Mercanti (1964)
- Il mistero dell'ombra, regia di Sergio Grieco (1967)
- Cin cin... cianuro, regia di Ernesto Gastaldi (1968)
- La sorella di Ursula, regia di Enzo Milioni (1978)
- Quello strano desiderio, regia di Enzo Milioni (1979)
- Le mani di una donna sola, regia di Nello Rossati (1979)
- Una donna di notte, regia di Nello Rossati (1979)
- Bambulè, regia di Marco Modugno (1979)
- Vai avanti tu che mi vien da ridere, regia di Giorgio Capitani (1982)
- Delitto carnale, regia di Cesare Canevari (1983)
- Tutti dentro, regia di Alberto Sordi (1984)
- 18 anni tra una settimana, regia di Luigi Perelli (1991)
- Aquero, regia di Elisabetta Valgiusti (1994)
- Al cuore si comanda, regia di Giovanni Morricone (2003)
- L'uomo privato, regia di Emidio Greco (2007)
- Gli sfiorati, regia di Matteo Rovere (2011)

### Televisione
- Giochi di società, episodio di Aprite: polizia!, regia di Daniele D'Anza (1958)
- Anna Christie, regia di Sandro Bolchi (1960)
- Racconti dell'Italia di ieri - L'alfiere nero, regia di Carlo Lodovici (1961)
- Tenente Sheridan - episodio La morte ha due volti, regia di Guglielmo Morandi (1961)
- Scaramouche, regia di Daniele D'Anza (1965)
- Tenente Sheridan - episodio La donna di quadri (1968)
- Racconti fantastici - episodio Ligeia forever, regia di Daniele D'Anza (1979)
- Quell'antico amore, regia di Anton Giulio Majano (1981)
- Verdi - episodio Il successo, regia di Renato Castellani (1982)
- E non se ne vogliono andare!, regia di Giorgio Capitani (1988)
- Big Man: Boomerang, regia di Steno (1989)
- Il coraggio di Anna, regia di Giorgio Capitani (1994)
- La guerra è finita, regia di Lodovico Gasparini (2002)
- Imperium: Augusto, regia di Roger Young (2003)
- Don Matteo - episodio Delitto in biblioteca, regia di Giulio Base (2004)
- Distretto di Polizia 5, regia Lucio Gaudino – serie TV, episodio 5x06 (2005)
- Giovanni Falcone - L'uomo che sfidò Cosa Nostra, regia di Andrea Frazzi e Antonio Frazzi (2006)
- Provaci ancora prof! - episodio La terza vittima, regia di Rossella Izzo (2008)
- 4 padri single, regia di Paolo Monico (2009)
- R.I.S. Roma 2 - Delitti imperfetti, regia di Francesco Micciché, episodio 2x08 (2011)